# Deuteroxorides
Deuteroxorides ist eine Schlupfwespengattung in der Unterfamilie Poemeniinae. Innerhalb dieser ist sie der Tribus Poemeniini zugeordnet. Die Gattung wurde 1914 von dem US-amerikanischen Entomologen Henry Lorenz Viereck (1881–1931) eingeführt. Typusart ist Xorides albitarsus Gravenhorst, 1829 (= Ichneumon elevator Panzer, 1799). Die Gattung Deuteroxorides ist in Europa mit einer Art vertreten, die auch in Deutschland vorkommt.

## Merkmale
Es handelt sich bei den Vertretern von Deuteroxorides um mittelgroße Schlupfwespen mit Längen von etwa 10 mm. Die Gattung kann von anderen Poemeniinae durch die Kombination folgender Merkmale unterschieden werden: Ein Kiel am Praepectus (epicnemial carina) fehlt. Die Schläfen sind dorsal fein skulptiert. Der Clypeus ist klein und flach sowie annähernd rechteckig geformt. Die Mandibeln weisen einen einzelnen Zahn auf. Die Klauen der vorderen und mittleren Tarsen weisen einen zusätzlichen Zahn auf. Die Vorderflügel weisen keine Flügelader 3rs-m auf. Diese würde normalerweise ein vorhandenes Areolet (kleine Flügelzelle) nach außen hin abschließen.

## Lebensweise
Es wird vermutet, dass die Vertreter der Gattung Deuteroxorides idiobionte Ektoparasitoide sind. Zu ihren Wirten gehören Bockkäfer und Rüsselkäfer, die sich im Holz entwickeln.

## Systematik
Zur Gattung Deuteroxorides werden 5 beschriebene Arten gerechnet. Das Verbreitungsgebiet von drei Arten liegt in der Paläarktis, das von zwei weiteren Arten in der Orientalis. Bei einer Revision von Watanabe (2017) wurde Deuteroxorides atratus Kasparyan, 1976 mit Deuteroxorides orientalis synonymisiert.
Im Folgenden die Arten der Gattung Deuteroxorides:
- Deuteroxorides breviterebratus Watanabe, 2017 – Japan
- Deuteroxorides brumhus Gupta, 1980 – Orientalis (Myanmar)
- Deuteroxorides elevator (Panzer,1799) – Westpaläarktis (Europa)
- Deuteroxorides indicus Gupta, 1980 – Orientalis (Indien)
- Deuteroxorides orientalis (Uchida, 1928) – China, Japan, Korea, Ferner Osten Russlands